# Exzessiv
Das Adjektiv exzessiv (von lat. excedere – „überschreiten“, vgl. Exzess) bezeichnet ein extrem hohes, Grenzen überschreitendes Maß, etwa bei einer exzessiven Leidenschaft oder einer exzessiven Party.
Tritt es als Adverb zu einem anderen Adjektiv, entspricht ihm in der deutschen Umgangssprache entweder die Gebrauchsform „sehr sehr“ + Positiv (ungesteigerte Form des Eigenschaftswortes), analog dem französischen „très très“ + Positiv, oder die Partikel „zu“.